# Tampa Open 1983
Il Tampa Open 1983 è stato un torneo di tennis giocato sul sintetico indoor. È stata la 3ª edizione del torneo, che fa parte del Volvo Grand Prix 1983. Si è giocato ad Tampa negli Stati Uniti dal 25 aprile al 1º maggio 1983.

## Campioni

### Singolare maschile
Johan Kriek ha battuto in finale  Robert Lutz con il punteggio di 6–2, 6–4

### Doppio maschile
Tony Giammalva /  Steve Meister hanno battuto in finale  Eric Fromm /  Drew Gitlin con il punteggio di 3–6, 6–1, 7–5